# Hylomantis medinae
Hylomantis medinae är en groddjursart som först beskrevs av Anne Funkhouser 1962.  Hylomantis medinae ingår i släktet Hylomantis och familjen lövgrodor. IUCN kategoriserar arten globalt som otillräckligt studerad. Inga underarter finns listade i Catalogue of Life.